# プレアデスマリー

## メンバー
- マリアチカ
  - ボーカル・ギター
  - 1990年4月28日生まれ、O型
  - 愛称－チカちゃん、チカ、チカ姉、マリアチカ
  - 本名－藤島マリアチカ、千葉県出身、元AKB48 B候補生(3期)
- なぎさ
  - ベース・コーラス
  - 1992年8月11日生まれ、A型
  - 愛称－なぎちゃん、なぎさ
- さく
  - ギター・コーラス
  - 1991年1月18日生まれ、A型
  - 愛称－さく、さく姉
- SACHI
  - ドラムス・コーラス
  - 1993年12月21日生まれ、AB型
  - 愛称－さち、さっちゃん

### メンバー内での愛称
SACHIはマリアチカのことを「チカ姉」、さくのことを「さく姉」、なぎさのことを「なぎちゃん」あるいは「なぎちゅん」と呼んでいる。(SACHIオフィシャルブログ「ぐーもぐっ!」 より)

なぎさもSACHIと同様、マリアチカとさくのことを同じように呼んでいる。(#.なぎさ+ オフィシャルブログ「(/.+.)/ふんがーへっくしょん」 より)また、SACHIのことは「さっちゃん」と呼んでいる。(ライブ、上記オフィシャルブログより)

## 経歴
音楽レーベルEAST HOUSE(ZX RECORDS)所属。

マリアチカのみポセイドンエンタテインメントにも所属。

2009年7月22日、マリアチカとSACHIが初めて顔を合わせ、同年7月27日になぎさが加わり、2010年1月15日のZX WEST CHIBAでのライブまで3ピースのガールズロックバンドとして活動した。

（2009年8月2日にバンドネームを活動前に予定していた「プレアデスマーリー」から、「プレアデスマリー」に改名している。3人での初めてのライブは2009年9月23日にミハマニューポートリゾートの野外ステージで行われた野外ライブ。）

翌年2010年1月17日のZX WEST CHIBAでのライブを皮切りにさくが加わり、現在は4ピースのガールズロックバンドとして活動している。(オフィシャルサイトより)

2010年3月10日には4ピースガールズロックバンドとして、1stシングル「恋物語」が全国発売された。

（同時発売されたプロモーションビデオが収録されたDVD、CD発売とライブ告知のポスターはライブ会場での限定発売である。）

活動範囲は関東（千葉、東京、神奈川）を中心としている。

## 由来
マリアチカが天体好きであり、星の中でも牡牛座の星団「プレアデス星団」が好きであったためであること、車メーカーのSUBARUが好きであったことに由来する。

そのためバンド名に「プレアデス」を入れ、また続く言葉として「マリー」が一番響きがよく聞こえたため、「プレアデスマリー」となった。(携帯サイトより)

また、「マリー」はマリアチカの「マリ」から取ったという説もある。

## オリジナル曲一覧
| タイトル             | 作詞       | 作曲/編曲                   | 備考                                                   |
| -------------------- | ---------- | --------------------------- | ------------------------------------------------------ |
| 恋物語               | マリアチカ | たか                        | 一目惚れから始まる女の子目線のラブポップソング         |
| 素直                 | マリアチカ | たか                        | 男女の付き合い初めの初々しさが感じられるポップバラード |
| You Know?            | マリアチカ | マリアチカ/プレアデスマリー | 女性の"彼氏に対する不満"を歌にしたロックナンバー       |
| ハートの誓い         | マリアチカ | たか                        | 起きることにはすべて意味がある…応援ソング              |
| which                | SACHI      | マリアチカ/プレアデスマリー | 2人の男性に対する女性の揺れる思いを表現した一曲        |
| 兆す                 | なぎさ     | マリアチカ/プレアデスマリー | 夢を追いかけ始めるひとへの応援ソング                   |
| 金木犀               | マリアチカ | マリアチカ/プレアデスマリー | 男性に送る、女性の思いを込めたロックナンバー           |
| シンドバッドは言った | SACHI      | マリアチカ/プレアデスマリー | 今を生きる現代人に送る応援ロックナンバー               |
| パンドラの箱         | マリアチカ | マリアチカ/プレアデスマリー | 浮気癖のある女性を描いたロックンロールナンバー         |
| キミトノキョリ       | マリアチカ | マリアチカ/プレアデスマリー | リズミカルで明るいポップチューン                       |

- その他携帯サイトに掲載されている楽曲で未公開の楽曲
  - 青＋光軍＋夢(あおきゆめ)
  - 夏想い

(すべて携帯サイトより出典)

## ライブ
ZX WEST CHIBAを中心に活動中。

### 放課後ROCK★STAR
2010年2月19日からプレアデスマリーの企画ライブとしてスタート。

学生がバンドのメンバーにいること、チケット1000円（ドリンク込み）×20枚のノルマの条件を満たすバンドを対象に、毎回出演バンドを募集している。

### 星音通信とアンケート
- 星音通信

「星音通信」はライブ会場限定で配布されている本人らが手書きで書いたものをコピーして配布しているチラシ。

プレアデスマリーが出演するライブ会場でのみ、手に入る。（バックナンバーはなく、過去のものは入手困難。）
- アンケート

こちらも本人らが手書きしたものをコピーして配布しているもの。

内容は毎回異なり、ライブとは直接関係しないものが多い。

また、回収後のアンケートに書かれている内容をネタにウェブラジオ「星の宴会（ジュースで）」で話したり、時にはライブのMCで話したりしている。

## ディスコグラフィー

### インディーズレーベル(ZX RECORDS)
- 1stシングル「恋物語」

定価1200円、2010年3月10日全国発売
1. 恋物語
2. 素直
3. You Know?

## 出演

### ラジオ
- インターネットラジオ「星の宴会（ジュースで）」2009年11月11日～
- 千葉そごうジュンヌブースにてBayFMラジオ出演　2010年4月10日

### テレビ
- 朝まるJUST(神奈川テレビ・テレビ埼玉・千葉テレビ)出演　2010年5月13日

### 雑誌
- 月刊Quake　2009年12月16日発売

## その他

### モバイルサイト
モバイルサイトのみ、歌詞の配信、メールマガジンの配信を行っている。（メールマガジンの配信はなぎさが担当している。）

着うた配信は mero.jp でされている。

### Webサイト
Webサイトのみ、メンバーの詳細プロフィールが掲載されている。
音楽配信は OnGen でされている。